# Lim-öböl
A Lim-öböl (vagy Lim-fjord, illetve Lim-csatorna, horvátul: Limska zaljev, Limski kanal) egy tengeröböl Horvátországban, Isztria megyében, az Isztriai-félsziget nyugati részén Vrsar és Rovinj között. A Lim név a latin limesből (határ) ered, utalva ezzel a Római Birodalom és Dalmácia egykor itt húzódó határára.

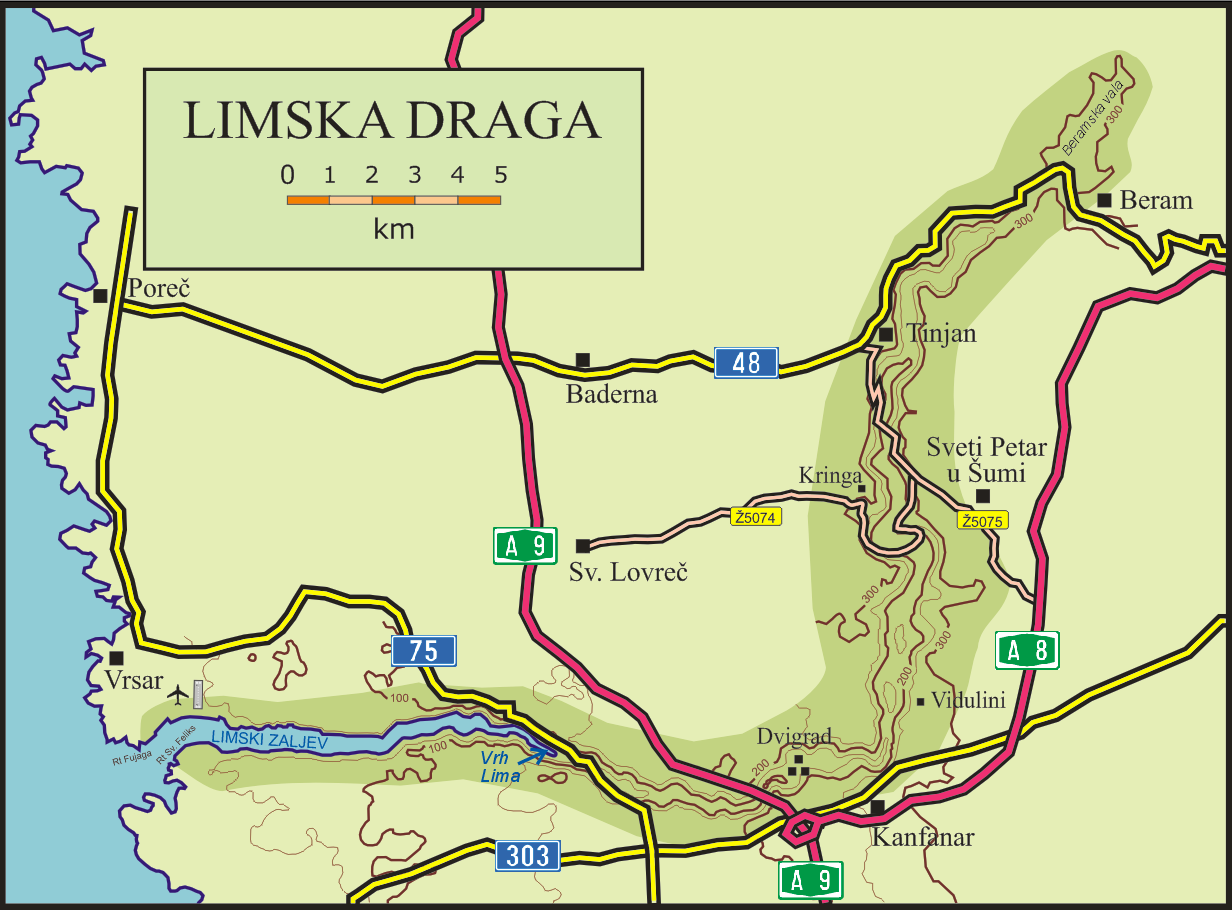
A Lim-völgy és a Lim-öböl térképe

## Leírása
A Lim-öböl a Lim-völgynek Horvátország leghosszabb szurdokvölgyének a folytatása, a horvátul Limska dragának nevezett természeti képződmény tengeri része. A Lim-öböl egy tulajdonképpeni ria , eredetileg a Pazinčica torkolatvidéke volt, mely egykor itt ömlött a tengerbe. Ma a Pazinčica a pazini víznyelő barlangjában tűnik el a felszínről. Amikor a folyó a víznyelőben eltűnt a felszínről a tenger behatolt a régi medrébe, és így jött létre a mai öböl, amely tehát nem fjord, mint gyakran tévesen mondják  és a csatorna név is helytelen. 
A Lim-öböl keleten a Vrh Lim-től (az öböl legkiemelkedőbb keleti pontjától) nyugaton a Sv. Felix-fok - Fujaga-fok vonalig 10 km hosszú, és kis szélessége miatt csatornának tűnik. Vrh Limnél a szurdok szélessége körülbelül 200 méter, majd a Debeljak-foknál kb. 500 méterre, a Kaštela-foknál pedig ismét kb. 700 méterre bővül, és ezt a szélességet a végéig megtartja. Az öböl mélysége fokozatosan növekszik: a Vrh Lim-től 500 méternél 5 méter, 1 kilométernél 10 méter, a Debeljak-foknál található 2 kilométernél 19 méter, a következő 7 kilométernél a Kaštela-foknál az öböl végéig 32 méternél stabilizálódik. A sok melegvízű forrás miatt az öbölben gyakori a brakkvíz. Az öböl 1964 óta természetvédelem alatt áll, míg a parti részek 1980 óta különleges rezervátumként védettek.

## Gazdaság
A Lim-öbölhöz kapcsolódó legfontosabb gazdasági bevételeket a turizmus és a kagylótenyésztés adja. Az öbölben halnevelő telepek is találhatók. 

## Kultúra
A Lim-öböl norvég fjordként szerepelt a Kirk Douglas, Tony Curtis és Ernest Borgnine főszereplésével 1958-ban készült Vikingek (The vikings) című játékfilm forgatásakor. Abban az időben az öböl elején egy viking települést is felépítettek a film szükségleteinek megfelelően.

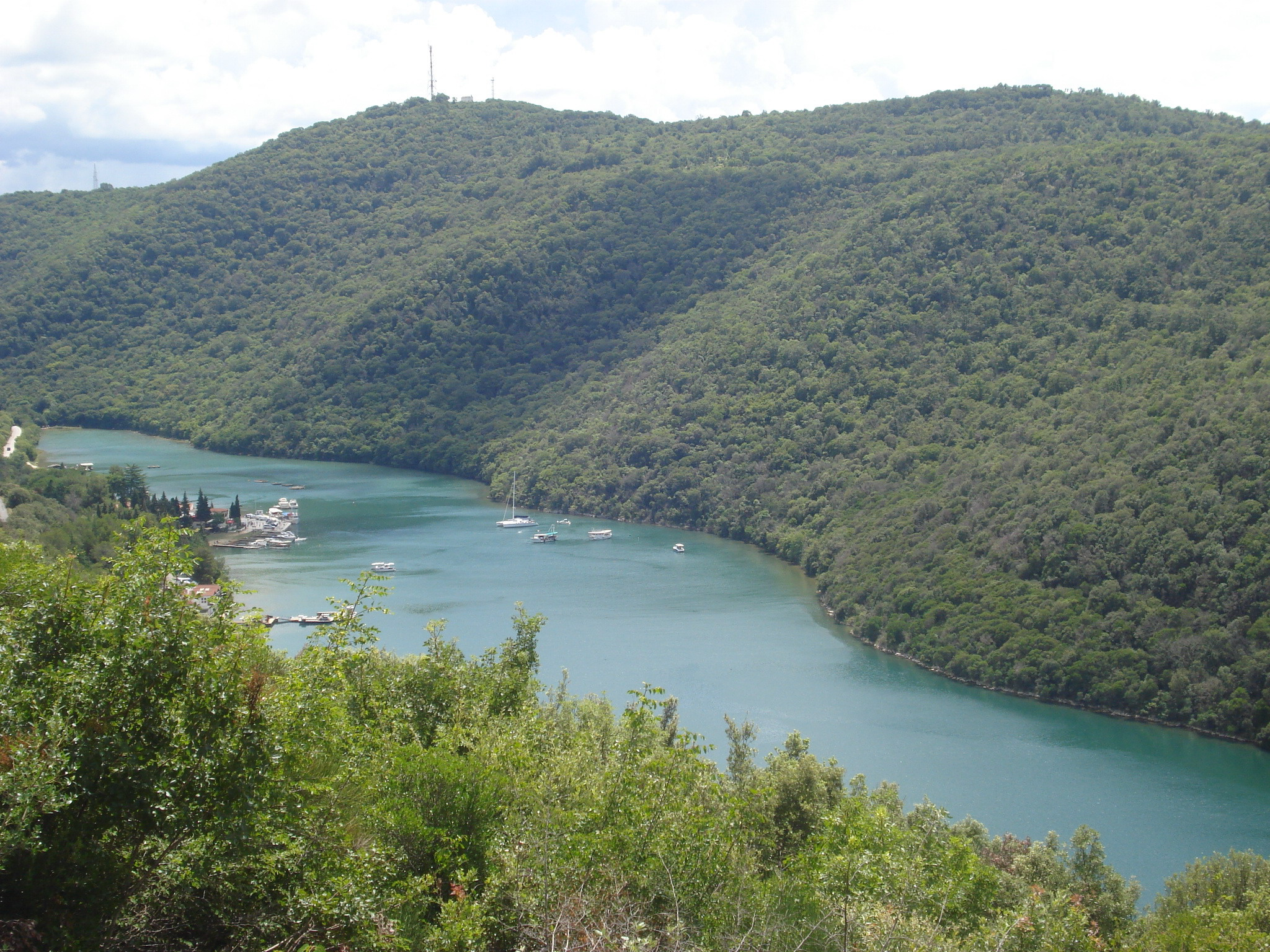
A Lim-öböl keleti részének látképe

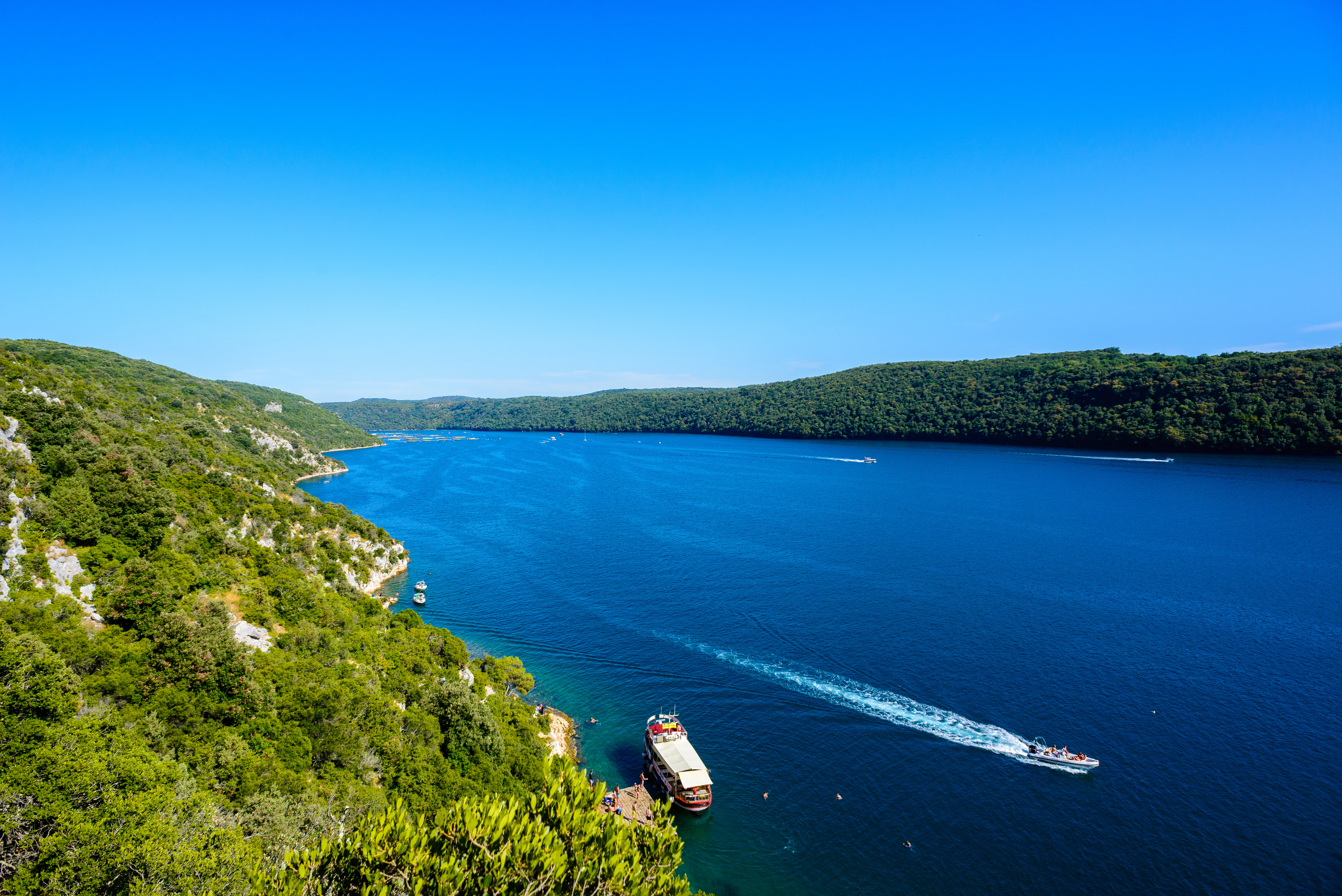
A Lim-öböl keleti részének látképe

## Sport
- Az öbölben 2005 óta rendezik meg a „Lim Channel” úszómaratont.
- A Formula Driver Lim autóversenyt 2009 óta rendezik a Lim-öböl mentén.

## Fordítás
Ez a szócikk részben vagy egészben  a   Limski zaljev című horvát Wikipédia-szócikk ezen változatának fordításán alapul.  Az eredeti cikk szerkesztőit annak laptörténete sorolja fel. Ez a jelzés csupán a megfogalmazás eredetét és a szerzői jogokat jelzi, nem szolgál a cikkben szereplő információk forrásmegjelöléseként.

Ez a szócikk részben vagy egészben  a   Limska draga című horvát Wikipédia-szócikk ezen változatának fordításán alapul.  Az eredeti cikk szerkesztőit annak laptörténete sorolja fel. Ez a jelzés csupán a megfogalmazás eredetét és a szerzői jogokat jelzi, nem szolgál a cikkben szereplő információk forrásmegjelöléseként.